# Baron Belstead
Baronowie Belstead 1. kreacji (parostwo Zjednoczonego Królestwa)
- 1938–1958 – Francis John Childs Ganzoni, 1. baron Belstead
- 1958–2005 – John Julian Ganzoni, 1. baron Belstead